# 黒竜江交通放送
黒竜江交通放送は、黒竜江広播電視台の放送である。

## 概説
1993年8月28日，放送開始。24小時放送。周波数FM99.8MHz。